# 范迪·阿末
范迪·阿末（1962年5月29日—），是一名已退役新加坡职业足球运动员和现任足球教练，曾代表新加坡。他司職前鋒，现任马来西亚足球超级联赛球会斯里彭亨的主教练 。

## 荣誉

### 俱乐部

#### 球员时期
Niac Mitra
- Galatama（1）: 1982–83 冠军

吉隆坡
- 马来西亚联赛（1）:1988冠军
- 马来西亚杯（2）：1987、1988冠军

彭亨
- 马来西亚联赛（1）:1992冠军
- 马来西亚杯（1）：1992冠军

新加坡FA
- 马来西亚联赛（1）:1994冠军
- 马来西亚杯（1）：1980、1994冠军

芽笼
- 新加坡联赛（1）:1996冠军

新加坡武装部队
- 新加坡联赛（2）:1997、1998冠军
- 新加坡足协杯（1）：1997冠军
- 新加坡杯（1）：1999冠军
- 新加坡联赛杯（1）：1997冠军

### 新加坡U23
东南亚运动会
- 银牌：1983、1985、1989
- 铜牌：1991、1993、1995

### 执教生涯
新加坡武装部队
- 新加坡超级足球联赛（2）：2000、2002

十二狮
- 马来西亚杯：2015年